# فیض‌آباد (فیروزه)
فیض‌آباد، روستایی از توابع بخش طاغنکوه شهرستان فیروزه در استان خراسان رضوی ایران است.تمام مردم با نام خانوادگی فیض ابادی می باشند.گیاه مراتع بوته های گون و هندبید است اصلی ترین و قدیمی ترین خاندان اکبر فرزند براتعلی فرزند قربانعلی می باشد تنها شهید ٧ سال دفاع مقدس حسین فیض ابادی می باشد.
یکی از روستاهای بکر و دیدنی نیشابور می باشد.

## جمعیت
این روستا در دهستان طاغنکوه شمالی قرار دارد و براساس سرشماری مرکز آمار ایران در سال ۱۳۹۰، جمعیت آن ۳۳۸ نفر (۹۷خانوار) بوده‌است.